# Adolfo López Mateos, Álamo Temapache
Adolfo López Mateos är en ort i Mexiko.   Den ligger i kommunen Álamo Temapache och delstaten Veracruz, i den sydöstra delen av landet, 210 km nordost om huvudstaden Mexico City. Adolfo López Mateos ligger 131 meter över havet och antalet invånare är 188.
Terrängen runt Adolfo López Mateos är platt åt nordost, men åt sydväst är den kuperad. Runt Adolfo López Mateos är det ganska tätbefolkat, med 58 invånare per kvadratkilometer. Närmaste större samhälle är Álamo, 12,8 km nordost om Adolfo López Mateos. Omgivningarna runt Adolfo López Mateos är en mosaik av jordbruksmark och naturlig växtlighet.